# نيل مكأندريو
نيل مكأندريو (بالإنجليزية: Nell McAndrew)‏ وإسمها الحقيقي ترايسي جين مكأندريو (بالإنجليزية: Tracey Jane McAndrew)‏ وهي عارضة أزياء إنجليزية بريطانية ولدت في يوم 6 نوفمبر 1973 في مدينة ليدز في غرب يوركشير في إنجلترا في المملكة المتحدة، كانت في السابق عدائة ماراثون وأفضل رقم لها هو 2:54:39.

## روابط خارجية
- نيل مكأندريو على موقع IMDb (الإنجليزية)
- نيل مكأندريو على موقع قاعدة بيانات الفيلم (الإنجليزية)